# Unified Code for Units of Measure
Het Unified Code for Units of Measure (afgekort tot UCUM) is een systeem voor het eenduidig weergeven van eenheden, voor zowel mensen als systemen.
De codes bevatten alle eenheden gedefinieerd in ISO 1000, ISO 2955-1983, ANSI X3.50-1986, HL7 en ENV 12435. UCUM beschrijft expliciet en controleerbaar naamconflicten en dubbelzinnigheden in die standaarden en hoe ze op te lossen. Het biedt representaties van eenheden in 7-bit ASCII, voor uitwisseling tussen systemen, met eenduidige vertaling tussen hoofdlettergevoelige en niet-hoofdlettergevoelige weergaven.
Er een open source referentie-implementatie is beschikbaar als Java-applet. De Eclipse Foundation levert een OSGi-implementatie.